# スウィートランド
スウィートランド（SWEET LAND）は、バンダイナムコアミューズメントが発売するプライズゲームに分類されるアーケードゲーム機。
プッシャーゲームの要素を取り入れたプライズゲームの元祖である。景品には主に小型の菓子類、アクセサリーや雑貨などが用いられる。
本項では、シリーズ作品およびプレイルールの異なる機種を含めた関連作品についても解説する。

## 概要
1986年（昭和61年）12月に当時のナムコから初代「スウィートランド」が発売。以降モデルチェンジを繰り返しながら30年以上発売され続けているロングセラーシリーズである。
筐体はドーム型になっている。4人プレイに対応しており、ドームの四方に景品が乗っているテーブルがある。テーブルは上段テーブルと下段テーブルが階段状に配置されており、上段テーブルが前後に動くことで下段テーブルの景品が落ち、景品獲得口から獲得できる仕組みとなっている。2015年（平成27年）発売の「スウィートランド5」では従来の4人プレイの他にテーブル2か所の2人プレイ対応が追加された。
スウィートランド5・スウィートゴーランド2以外の各機種は、2017年（平成29年）10月に修理サポートが終了した。

## 遊び方
遊び方としては、
1. 硬貨を投入すると、景品獲得口が開く。
2. 1番の「すくう」ボタンを押して筐体内を回転するターンテーブルに流れている景品をショベルですくう。
3. 2番の「おとす」ボタンを押してすくった景品をプレイヤー正面で前後に動くプッシャーテーブルの上段に落とす。何もすくえなかった場合もボタンを押して景品を落とす動作を行う必要がある。
4. 上段テーブルの動きを利用して景品を上段から下段へ落とし、さらに下段テーブルから獲得口へ落下した景品が獲得できる。
5. しばらくすると景品獲得口が閉じる。

のようになる。なお、硬貨を投入してから何も操作しないまま時間が経過すると自動で景品をすくう動作や落とす動作が行われる。

## 開発
開発経緯
初代スウィートランドが発売された1986年まで、ナムコは健全なゲームを提供しようという意向から射幸心を煽るプライズゲームの開発には非積極的であった。しかし、ナムコ直営のロケーション(店舗)から「小さいお子さんが喜ぶような、景品を使ったゲームを作ってほしい」という要望が寄せられ、お菓子を主な景品としたハードなイメージを生まないプライズマシンの開発が始まった。開発時には中村雅哉社長（当時）が角ばったデザインを気に入らず「こんなもんは絶対に売れない」と修正を指示したものの、開発責任者の石川祝男は構造上不可能だったことを鑑み「売れます!もし売れたら謝ってくれますか」と押し通し3年後に筐体が普及すると中村社長は石川に謝罪した。
命名の由来
景品のお菓子に由来しているほか、「甘い誘惑」というメッセージも含んでいる。

## シリーズ機

### メインシリーズ
スウィートランド
1986年（昭和61年）12月発売。100円4プレイまたは30円1プレイが主な料金設定であり、本作とNEWのみ100円投入口のほかに10円投入口が存在している。唯一筐体の外側にロゴが書かれていない。
NEWスウィートランド
1991年（平成3年）発売。ピンクと白の2色をメインカラーとしている。
スウィートランド2
1994年（平成6年）発売。橙と黄の2色をメインカラーとしている。コイン投入口は100円用のみとなり、プレイ料金は100円2プレイが標準となった。
スウィートランド3
1998年（平成10年）発売。青と黄色のストライプを基調にしたデザインになっている。ドームの高さが従来より10cm高くなり、スライドテーブルの上により高く景品を積み上げられるようになった。操作卓のデザインは変更されているが、基本的には前作を継承している。
スウィートランド4
1999年（平成11年）11月発売。従来のフォーク型のショベルからよりショベルに近い形状に変更された。また、プッシャーテーブルの側面の形状がまっすぐから波打つような形状に変更された。BGMも一新され、CD「エレメカ大百科」にニュースウィートファクトリーの未使用曲として収録されていた楽曲が使用されたほか、ナムコのプライズゲームでは初となるクリスマス用のBGMも収録された。操作卓のデザインが完全に改められ、残りプレイ回数の表示が、4つのLEDランプから1ケタの7セグメントディスプレイに改められた。
「取り放題モード」機能が搭載され、取り放題モードを設定している店舗では、制限時間内なら無制限にアーム、ショベルが操作できる。残り時間は7セグメントディスプレイで表示される。10秒以上の場合は「セグの本数×10秒」で大まかな秒数が表示され、9秒からは直接数字が表示されカウントダウンされる。また、数分に一度「景品取り放題、実施中!」という音声が流れる。
色違いの改良版も発売されており、2002年（平成14年）12月に「スウィートランド4 ブルーバージョン」が、2004年（平成16年）10月に「スウィートランド4 サクラバージョン」と「スウィートランド4 ブライトバージョン」が発売されている。「サクラ」「ブライト」ではドームの高さがさらに50mm高くなった。また、BGMも再度一新された。
ナムコが展開していたリハビリテインメントマシン用に、高齢者にプレイされることを想定してボタンを大きくしたり、手が使えない人のために足でも操作できるように改良した「スウィートランド4 RT」も発売された。
別売のオプションで、溶けやすい景品の運用を補助するための冷却ユニット「スウィートクーラー」が使用できる。2004年6月にカセットタイプとスタンドタイプの2種が発売。
スウィートランドプラス
2003年（平成15年）5月発売。クレジットを入れるとルーレットが回転し、「Lucky」に止まると、下部テーブルの脇をガードする「天使の羽根」が出現し、テーブル上の景品が横にこぼれ落ちるのを防いでくれる。
景品残量・時間・プレイ回数に応じて、ドーム上部のハッチから自動的に景品をターンテーブル上に補充する自動補給装置を搭載。
スウィートランド5
2015年（平成27年）7月発売。ナンバリングが更新される新機種としては、1999年（平成11年）の「4」以来16年振りとなる。筐体にはLED照明を採用しており、複数機をつなぐことで照明演出のリンクもできる。ドームの形状も従来機と比べてさらに大きくなった。従来機のような4人用のほか、廉価な2人用バージョンも存在する。ドーム全体を開閉しなくても内部にアクセスできる補助扉「メンテハッチ」が設置されたり、従来機ではある程度分解しないと設定できなかった難易度調整が調整画面から設定できたりと、扱いやすくなっている。
「4」「ビッグ」同様、別売の冷却ユニット「スウィートクーラー ボックスタイプ」が使用できる。

### その他のシリーズ
スウィートファクトリー
1992年（平成4年）12月発売。筐体は一般的なクレーンゲーム機に近い箱型。筐体内は中央に皿型のターンテーブル1つと左右にプッシャーテーブルが2つ搭載されている。ボタンを押すと筐体中央のロボットの腕が動き、手の部分のショベルで景品をすくってプッシャーテーブル上に落とす。従来シリーズと比べ大きなショベルを搭載し、小型のぬいぐるみやカプセル系の景品にも対応するマシンとして登場した。
ニュースウィートファクトリー
1994年 （平成6年）2月発売。筐体内ターンテーブルが左右2つに変更され、2人同時に遊ぶことができるようになった。アームメカの上下の駆動方式を油圧から空気圧に変更し、耐久性の向上を図っている。ナムコのゲームトイポップのBGMが使用されている。
スウィートランドミニ
1996年（平成8年）7月発売。1人用の小型マシン。ナムコ直営店舗に限り、ゲーム機の外側にレゴのロゴと同社の商品ブランドロゴを装飾し、景品もレゴのブロック玩具類のみとした“レゴ仕様”の機器を設置していた。
ビッグスウィートランド
2003年（平成15年）7月発売。シリーズ初の大型筐体で、最大6人までプレイ可能。500円硬貨の投入に対応。「4」同様、別売の冷却ユニットが使用できる。
ジャックポット機能を搭載しており、下部テーブル先端のチャッカーに景品が触れるとルーレットが回転し、止まった場所に書いてある数字分ジャックポットメーターが上昇する。メーターがオレンジ色の部分を通過するとボーナスモードが発生する。メーターが最大まで上昇するとミラクルジャックポットとなり、中央の「ジャックポットボックス」から景品がプレイヤーめがけてなだれ落ちる。なお、ルーレットが「JP」に止まると無条件でジャックポット獲得となる。
スウィートランドプレミア
2006年（平成18年）11月発売。筐体は円筒形。ジャックポットシステムとして重りを標準搭載しており、落下させると筐体上部のテーブルに設置された景品がなだれ落ちる。
料金表示が従来のステッカー式から、7セグメントデジタル数字式となった。

### 関連作品
スウィートザック
1996年（平成8年）11月発売。筐体は縦長の八角柱のような形状。筐体の四方からショベルが差し込まれており、実際にショベルを自らの手で動かして景品をすくう。景品を落とし口まで運んで落とすことができれば獲得となる。制限時間内であれば無制限にショベルを動かし続けることが可能。
スウィートゴーランド
1997年（平成9年）9月発売。「スウィート〜」の名称のプライズマシンだが、プッシャーゲームの要素は無い。
筐体は縦長の八角柱のような形状。筐体内の水平に回転するリングに付いたフックに、景品が吊るされている。ボタンを押すと筐体上部にあるハンマー形のアームが回転し、引っかかっているフックを押し外すことができれば獲得となる。
「欲しいプライズを選んで取れる」ことを売りとしており、目的の景品にタイミングを合わせることで景品選択を可能にした。
スウィートホイール
2000年（平成12年）7月発売。観覧車のような外見をしており、大型景品を乗せることができる6つのゴンドラが常に回転し続ける。
ボタンを押すと筐体右下にあるアームが反時計回りに回転する。これがゴンドラのフックに当たるとゴンドラの扉が開く。扉が開いたあと景品GET!ボタンを押し、落とし口に景品が落下すると景品獲得となる。
スウィートスクーパー
2004年（平成16年）11月発売。筐体は円筒形で天井はドーム状になっている。ターンテーブル上の景品をショベルですくって直接落とし口に落下させる。
店舗によっては、ショベルをクレーンゲームのアームやフックに改造し、景品を釣り上げる運営が行われている。
スウィートゴーランド2
2017年（平成29年）12月発売。筐体は円筒型。窓の面積が広がり筐体内の景品の見やすさが向上している。また、「スウィートランド5」同様LED照明が採用され、BGMも「〜5」と同じものが使用されている。
ゲーム性は前作と全く同じ。
トレジャーマウンテン
メダルゲーム。1995年（平成7年）9月発売。筐体はスウィートランド初代〜3筐体の転用。プッシャーの手前落とし口にあるチャッカーにメダルを通すことでスロットが回転。揃うとターンテーブル上のメダルをすくうことができる。

## 運営
スウィートランドでは、ロケーション（店舗）によって様々なジャックポットを設けることが主流となっている。
中には、ナムコから発売された公式のキットも存在している。
タワー
下段テーブル上に複数の景品をタワー状に高く積み上げておき、崩れた際に景品が大量に獲得できる。このジャックポットは現在多くのロケーションで採用されている運営方法であるが、開発側も当初から意図していたものではなく、ロケーションのアイデアから誕生し広まったものであった。
じゃっくぽっと丼
公式から発売されたジャックポットキットの一つ。丼の形をした容器が吊るされており、重りを落下させるとくす玉の要領で容器が割れて容器内の景品をテーブル上に降らせることができる。2003年（平成15年）7月には、付属の景品展示キットの取り付けを可能にした「じゃっくぽっと丼2」が発売された。
JP階段落ちキット
2003年（平成15年）3月に公式から発売されたジャックポットキット。重りを落下させるとテーブルを覆うようにして滑り台状の付属パーツが出現し、景品が獲得しやすくなる。
じゃっくぽっとバケット
2006年（平成18年）7月に公式から発売されたジャックポットキット。ショベルカーのバケットに似た容器が設置されており、重りを落下させると容器内の景品をテーブル上に降らせることができる。